# 松平頼慶
松平 頼慶（まつだいら よりのり）は、江戸時代中期の大名。常陸国宍戸藩3代藩主。官位は従五位下・淡路守、大炊頭。

## 略歴
2代藩主・松平頼道の長男。母は鈴木重政の娘於愛。幼名は知之助。
享保6年（1721年）、父の死去により跡を継ぐ。寛保2年（1742年）正月6日、64歳で死去し、跡を長男・頼多が継いだ。法号は登竜院殿頚誉松山寿栄大居士。墓所は茨城県常陸太田市の瑞龍山。
狩野派の画に優れていたと言われる。

## 系譜
- 側室：実相院 - 浦上正勝の娘
  - 長女：本姫
  - 長男：頼多